# Nyctemera leucospilata
Nyctemera leucospilata là một loài bướm đêm thuộc phân họ Arctiinae, họ Erebidae.